# Рюэф, Жак
Жак Леон Рюэф (фр. Jacques Leon Rueff; 23 августа 1896 — 23 апреля 1978) — французский экономист и государственный деятель, сторонник экономического либерализма. Государственный министр Монако (1949—1950). Член Французской академии (1964) и Академии моральных и политических наук (1944).

## Биография
По окончании Политехнической школы (1921) работал генеральным инспектором в министерстве финансов. В 1920—1930-х годах был членом экономической и финансовой секции секретариата Лиги наций, финансовым советником французского посольства в Лондоне, директором Казначейства в министерстве финансов, заместителем управляющего Банком Франции, государственным советником. В 1941 году из-за антисемитских законов режима Виши был уволен с должности заместителя управляющего Банком Франции. В 1944 году возглавлял экономическую и финансовую делегацию военной миссии по немецко-австрийским делам, в дальнейшем участвовал в международных конференциях, в работе ООН, деятельности верховных органов Европейского объединения угля и стали и ряда европейских сообществ.
После того как де Голль вновь возглавил правительство, Рюэф 10 июня 1958 года направил министру финансов Антуану Пине записку, озаглавленную «Основы программы экономического и финансового обновления», в которой рекомендовал укрепление французской валюты согласно своей доктрине, нацеленной на борьбу с инфляцией. Эта записка, несмотря на неприятие Пине, послужила основанием для создания под руководством Рюэфа Экспертного комитета, который работал с сентября по декабрь 1958 года и представил проект плана жёсткой экономии, поддержанного де Голлем и принятого в конце декабря советом министров. Стабилизационный план предусматривал снижение налогов, бюджетные сокращения, либерализацию внешней торговли (отмена внешних пошлин и квот), девальвацию и деноминацию франка (100:1). Благодаря успеху плана Рюэф приобрёл большое влияние на экономическую политику правительства де Голля. По рекомендации Рюэфа правительство стало осуществлять обмен накапливаемых Францией долларов на золото казначейства США в соответствии с Бреттон-Вудским соглашением.
Профессор ряда учебных заведений Франции.
В своих работах отстаивал принципы свободной конкуренции, количественной теории денег. Сторонник возвращения к золотому стандарту в международных отношениях.